# Neomaorina gourlayi
Neomaorina gourlayi är en tvåvingeart som först beskrevs av Harrison 1959.  Neomaorina gourlayi ingår i släktet Neomaorina och familjen prickflugor. Inga underarter finns listade i Catalogue of Life.